# Фридрих фон Шолц
Бойа Фридрих Николаус Шолц, от 1913 г. фон Шолц (на немски: Boje Friedrich Nikolaus Scholtz) (3 март 1851 – 30 април 1927) е пруски офицер от германската имперска армия, генерал от артилерията и участник в Първата световна война.

## Биография

### Ранен живот и военна кариера
Фридрих фон Шолц е роден през 1851 г. в град Фленсбург, който до 1864 г. е част от кралство Дания, но след Германо-датската война преминава под владението на кралство Прусия. Военната му кариера започва през 1870 г. в Рендсбург. Там служи като редник и офицерски кандидат в 9-и полеви-артилерийски полк на Шлезвиг-Холщайн и скоро след това участва доброволно в започналата през тази година Френско-пруска война като получава назначение в същия полк, в който служи и бъдещият военачалник Макс фон Галвиц. За службата си в този конфликт Шолц е награден с Железен кръст. След края на войната той се обучава във военното училище в Потсдам, където на 9 март 1872 г. получава чин лейтенант, а от 1874 до 1876 г. преминава през обучение в Обединеното артилерийски и инженерно училище в Берлин. Три години по-късно той постъпва в Пруската военна академия, която завършва през 1881 година с чин старши лейтенант (oberleutenant).
От 1 април 1886 година Шолц служи в Германския генерален щаб, а след по-малко от година е повишен в чин капитан. През следващите няколко години той служи като щабен офицер в щабовете на различни подразделения, включително на XI армейски корпус и на 21-ва пехотна дивизия. На 31 май 1891 г. той е повишен в майор, а от 14 май на следващата година е назначен за началник на генералния щаб на 14-и армейски корпус в Карлсруе, където прекарва три години преди да бъде назначен за командир на отделение в 16-и Западнопруски полеви артилерийски полк. На 17 декември 1898 година е повишен в подполковник и скоро след това е назначен за началник-щаб на 18-и армейски корпус във Франкфурт на Майн.
На 18 април 1901 г. Шолц е повишен в чина полковник и през 1903 г. получава командването на 25-а артилерийска бригада. На тази позиция той прекарва няколко години като междувременно е повишен в генерал-майор. През 1906 г. се завръща в Германския генерален щаб в Берлин и служи като оберквартирмайстор (заместник началник). На 21 януари 1908 г. Шолц е повишен в генерал-лейтенант и скоро получава командването на 21-ва пехотна дивизия.
На 13 септември 1912 г. Фридрих Шолц е повишен в чин генерал от артилерията, а от 1 октомври става първи командир на новосъздадения 20-и армейски корпус в Аленщайн. Това му позволява да остави дълбок отпечатък върху тази нова военна единица. На 16 юни 1913 г. той е приет в редовете на германската аристокрация и получава правото да се нарича фон Шолц.

### Първа световна война

#### Служба на Източния фронт
Началото на Първата световна война заварва фон Шолц като командир на XX пехотен корпус в Източна Прусия. Генералът и командваните от него военни сили формират част от състава на германската 8-а армия, която е оставена да отбранява германската граница с Русия. Тази армията влиза с основните си сили в сражение с руската 1-ва армия, докато генерал Шолц и неговия 20-и корпус са оставени да охраняват тила на немската войска от очакваното настъпление на руската 2-ра армия. В Битката при Гумбинен германската 8-а армия претърпява неуспех срещу руснаците, което довежда до смяна на част от командния състав и назначаването на Паул фон Хинденбург за командващ. Новото командване решава да не отстъпва на запад, а да съсредоточи всичките си свободни сили за бой с руската 2-ра армия. Генерал фон Шолц играе важна роля за осъществяването на този план и със своите успешни отбранителни действия по линията Орлау-Франкенау на 23 – 24 август успява да спечели време за концентрацията на германските войски. В последвалата битка при Таненберг фон Шолц и корпуса му играят значима роля в обкръжаването и пленяването на централните корпуси на руската 2-ра армия. След този разгром германската 8-а армия, включително и силите на генерал Шолц, побеждават руската 1-ва армия в битка при Мазурските езера.
През септември фон Щолц и 20-и корпус са подчинени на новосъздадената 9-а армия, която е поставена под командването на Хинденбург. До края на 1914 г. тази армия води тежки сражения в северната и южната част на руска Полша. Генерал Шолц и войските му се отличават в боевете при Висла и Лодз.
На 25 май 1915 г. генерал фон Шолц е назначен за временно командващ германската 8-а армия като едновременно с това запазва командването си над 20-и корпус. По време на есенната кампания той действа по направление към Ковел. Шолц командва армията си в хода на Наревската операция между 13 юли и 2 август, но не успява да постигне голям успех. След това той ръководи операции срещу крепостите Оссовец и Гродно като отблъсква руските войски от река Неман към река Березина. За своите заслуги на 3 септември той е награден с ордена „Pour le Mérite“. От 8 октомври 1915 г. той е назначен да командва армейска групировка, която получава името „Шолц“ и се състои от 20-и корпус и останалите сили от южното крило на германската Неманска армия и оперира около крепостта Динабург.
През 1916 г. Шолц отблъсква силни руски атаки през месец март, които съпътстват неуспешната руска Нарочка операция, но като цяло през тази година тежестта на боеве се измества трайно на юг към Галиция и Румъния. В самото началото, на 2 януари, на следващата 1917 г. той получава командването на германската 8-а армия, която действа пред важния руски град и крепост Рига. Към края същия месец усиленото ляво крило на армията на Шолц атакува позициите на руснаците, за да възстанови германския контрол над загубени в началото на януари позиции. Въпреки ожесточените контраатаки осъществени от частите на руската 12-армия, командвана от генерала с български произход Радко Димитриев, битката е доведена до успешен за германците край на 3 февруари. След това генерал Шолц прекарва още няколко месеца на поста командващ 8-а армия преди през април окончателно да напусне Източния фронт.

#### Служба на Балканите
След години на борба на Източния фронт, на 22 април 1917 г. генерал фон Шолц е натоварен с командването на група армии Белов, която действа на българския Солунски фронт. След поемането на командването групата армии е прекръстена на Шолц. Така на пряко подчинение на генерал Шолц са поставени германската 11-армия и българската 1-ва армия, в които са съсредоточени по-голямата част от бойните сили на Четворния съюз опериращи на фронта в Македония. На новия си пост той ръководи тежки, но успешни за българи и германци сражения по фронтовата линия през месеците май, август и септември. Заради умелите си действия, още на 1 юли 1917 г. генерал Шолц е награден с дъбови листа към ордена „Pour le Mérite“.
Чрез проявената голяма тактичност и склонност към търсене на консенсус и ощби разбирания, генерал Шолц успява да премахне част от пречките и напрежението, което е възникнало преди на този фронт между българското и германското командване. По отношение на запазване на броя на германските сили на този фронт, обаче генерал Шолц не успява да се противопостави на изтеглянето им, така че до втората половина на 1918 г. от негово подчинение са отнети 20 германски, австрийски и турски батальони и 33 германски батареи. При настъпването на решителния за войната месец септември генералът и българските му съюзници се оказват подкрепени само от 3 германски батальона и 51 германски батареи. Германското главно командване не обръща внимание на молбите на дон Шолц да му бъде изпратена една германска дивизия, която да се използва като резерв. Вместо това заповядва прехвърлянето на шест ландверни батальони, които по начало са с ограничена бойна способност, от Румъния и Крим за концентрация зад река Струма при българската 2-ра армия.
На 14 септември съюзническите сили атакуват позициите на войските на групата армии Шолц при Добро поле. Артилерийския огън е толкова мощен, че шумът от него достига и до щаб квартирата на генерал Шолц в град Скопие. На следващия ден ставя ясен плана на противника да осъществи решителен пробив в тази точка на фронт и поради това фон Шолц, неговият щаб и щабът на подчинената му 11-а армия решават да изпратят всички достъпни резерви към застрашения район. Освен това е решено отстъпващите български войски на частта от фронта, където се срещат крилата на българските 2-ра и 3-та дивизия да се обединят в нова дивизия командвана от генерал фон Ройтер, който се ползва с авторитет сред българите. Първоначално тези мерки изглежда, че ще бъдат достатъчни за закрепяване на положението, но събитията опровергават това очакване и неприятелските войски успяват да пречупят връзката между двете български дивизии и да отворят във фронта една дупка от 25 километра, която се оказва невъзможна за запушване поради липса на резерви.
На 22 септември командващият групата армии и неговия началник-щаб граф фон Шверин се срещат лично с командващия 11-а армия генерал Куно фон Щойбен във Велес, където след подробен доклад за положението генерал фон Шолц нарежда отстъпление по целия фронт на командваните от него армии. Така той се надява силите на 11-а армия да спечелят достатъчно време, за да се установят на нова отбранителна линия около Скопие. На 24 септември генералът премества своя щаб в Лесковац, където анализира тежкото положение и получава вестта, че щаб квартирата на българското командване в Кюстендил е била нападната от метежници. Тук той е също информиран, че германското главно командване най-накрая е решило да изпрати Алпийския корпус от Западния фронт и 217-а дивизия от Крим на помощ, а австрийското командване, което ясно разбира тежките последици от евентуален разгром на България, също се е ангажирало да изпрати подкрепления. Въпреки това на генералът е ясно, че на всички тези сили ще им е необходимо време, за да пристигнат.
Още на 25 септември генерал Шолц узнава за намерението на българското правителство да търси мир с Антантата като запазва тази информация в тайна от военните си части, но той предприема мерки за осигуряване на тила на войските си при евентуално излизане на България от войната. Вътрешно политическите борби в страната се изострят до толкова, че главното германско командване дори обмисля идеята да направи генерал фон Шолц военен диктатор на цялата държава, но скоро то е принудено да изостави тази идея, a вместо това, по нареждане, фон Шолц изпраща в София генерал фон Ройтер като опит да се усилят привържениците на продължаването на войната. През това време положението на фронта се влошава критично и Шолц премества щаба си в Ягодина, а след изненадваща съюзническа атака на 29 септември пада Скопие, което прекъсва връзката на генерала с важните части на 61-ви корпус (три български дивизии). В същия ден български официални представители сключват примирие в Солун, с което се слага край на военното участие на България във войната.
Фон Шолц и неговият щаб са уведомени за примирието на 30 септември. Генералът приема, че то не важи за германците и разпорежда незабавното отделяне и оттегляне на германските щабове и части от българските полеви армии и дивизии като очаква да ги консолидира в по-големи бойни единици и с помощта пристигащите австро-унгарски и немски подкрепления да закрепи извънредно тежкото положение предизвикано от излизането на България от войната. Главната задача на Фон Шолц вече става опазването на Унгария и Румъния. Междувременно след преговори между австро-унгарското и германското командване е решено всички военни части на Балканите да бъдат поставени под командването на новосформирана австро-унгарска група армии начело с генерал Херман Кьовеш фон Кьовесхаза, която действа от 10 октомври с щаб квартира в Белград. Поради това генерал Шолц е принуден да изпълни нареждане за разформиране на щаба на своята група армии и на 9 октомври се разделя със старите си части, за да замине за Румъния, където е натоварен с отбраната на Дунав в целия участък на реката между Железни врата и град Силистра. Общия ход на войната скоро налага и Румъния да бъде изоставена като генералът и германските части се оттеглят от тази страна към родината си през Унгария.

### След войната
Генерал фон Шолц напуска действащата служба и преминава в запаса на 14 януари 1919 г. След войната той се отдава на цивилния живот и умира в град Баленщет на 30 април 1927 г.

## Награди
- Германски орден „Железен кръст“
- Германски орден „Pour le Mérite“ (03.09.1915) с дъбови листа (01.07.1917)
- Германски орден „Червен орел“ първи клас с дъбови листа[14]
- Германски „Орден на Короната“ първи клас[14]